# Early Morning Stoned Pimp
Albums de Kid Rock
Fire It Up (EP)
(1993) Devil Without a Cause
(1998)
Early Morning Stoned Pimp est un album de Kid Rock, sorti en 1996.

## L'album

### Titres
Tous les titres sont de Kid Rock, sauf mentions.
| No  | Titre                                    | Durée |
| --- | ---------------------------------------- | ----- |
| 1.  | Intro                                    | 0:50  |
| 2.  | Early Mornin' Stoned Pimp (avec Tino)    | 7:18  |
| 3.  | Paid                                     | 5:15  |
| 4.  | I Wanna Go Back                          | 5:14  |
| 5.  | Live (avec Esham)                        | 2:34  |
| 6.  | Detroit Thang (avec The Howling Diablos) | 6:22  |
| 7.  | Ya Keep On                               | 3:55  |
| 8.  | Shotgun Blast                            | 2:18  |
| 9.  | Freestyle Rhyme                          | 3:57  |
| 10. | Classic Rock                             | 2:42  |
| 11. | My Name Is Rock                          | 4:30  |
| 12. | Where U at Rock                          | 5:08  |
| 13. | Krack Rocks (avec Uncle Kracker)         | 4:09  |
| 14. | The Prodigal Son Returns                 | 3:16  |
| 15. | Black Chick, White Guy                   | 7:10  |
| 16. | Outro                                    | 0:38  |

### Musiciens
- Kid Rock : voix
- Uncle Kracker : platine
- Jimmy Bones : piano
- Thornetta Davis : chœur
- Andrew Nerha : guitare, batterie
- Chris Peters : guitare
- Bob Ebling : batterie
- Marlon Young : basse
- Eddie Harsch : orgue